# 斯特凡·扎利格
斯特凡·扎利格（德語：Stefan Saliger，1967年12月23日—），德国男子曲棍球运动员。他曾代表德国参加1992年和1996年夏季奥林匹克运动会曲棍球比赛，其中1992年奥运会获得一枚金牌。